# (27915) Nancywright
(27915) Nancywright est un astéroïde de la ceinture principale.

## Description
(27915) Nancywright est un astéroïde de la ceinture principale. Il fut découvert le 30 octobre 1996 à Prescott (Arizona) par Paul G. Comba. Il présente une orbite caractérisée par un demi-grand axe de 3,17 UA, une excentricité de 0,15 et une inclinaison de 5,0° par rapport à l'écliptique.

## Compléments